# Kaaimaneilanden op de Olympische Zomerspelen 2020
De Kaaimaneilanden namen deel aan de Olympische Zomerspelen 2020 in Tokio, Japan.

## Aantal Atleten
| sport      | mannen | vrouwen | totaal |
| ---------- | ------ | ------- | ------ |
| Atletiek   | 1      | 1       | 2      |
| Gymnastiek | 0      | 1       | 1      |
| Zwemmen    | 1      | 1       | 2      |
| totaal     | 2      | 3       | 5      |

## Deelnemers en Resultaten

### Atletiek
Mannen
Loopnummers
| atleet      | onderdeel | series | series | kwartfinale | kwartfinale | halve finale   | halve finale   | finale         | finale         |
| atleet      | onderdeel | tijd   | rang   | tijd        | rang        | tijd           | rang           | tijd           | rang           |
| ----------- | --------- | ------ | ------ | ----------- | ----------- | -------------- | -------------- | -------------- | -------------- |
| Kemar Hyman | 100 m     | bye    | bye    | 10,41       | 7           | niet geplaatst | niet geplaatst | niet geplaatst | niet geplaatst |

Vrouwen
Loopnummers
| atleet       | onderdeel | series | series | kwartfinale | kwartfinale | halve finale   | halve finale   | finale         | finale         |
| atleet       | onderdeel | tijd   | rang   | tijd        | rang        | tijd           | rang           | tijd           | rang           |
| ------------ | --------- | ------ | ------ | ----------- | ----------- | -------------- | -------------- | -------------- | -------------- |
| Shalysa Wray | 400 m     | 53,61  | 7      | n.v.t.      | n.v.t.      | niet geplaatst | niet geplaatst | niet geplaatst | niet geplaatst |

### Gymnastiek

#### Turnen
Vrouwen
| atlete       | onderdeel | kwalificatie | kwalificatie | kwalificatie | kwalificatie | kwalificatie | kwalificatie | finale         | finale         | finale         | finale         | finale         | finale         |
| atlete       | onderdeel | toestel      | toestel      | toestel      | toestel      | totaal       | positie      | toestel        | toestel        | toestel        | toestel        | totaal         | positie        |
| atlete       | onderdeel | sprong       | brug         | balk         | vloer        | totaal       | positie      | sprong         | brug           | balk           | vloer          | totaal         | positie        |
| ------------ | --------- | ------------ | ------------ | ------------ | ------------ | ------------ | ------------ | -------------- | -------------- | -------------- | -------------- | -------------- | -------------- |
| Raegan Rutty | meerkamp  | 12,133       | 8,566        | 8,283        | 10,633       | 39,615       | 80           | niet geplaatst | niet geplaatst | niet geplaatst | niet geplaatst | niet geplaatst | niet geplaatst |

### Zwemmen
Mannen
| atleet       | onderdeel       | series | series | halve finale   | halve finale   | finale         | finale         |
| atleet       | onderdeel       | tijd   | rang   | tijd           | rang           | tijd           | rang           |
| ------------ | --------------- | ------ | ------ | -------------- | -------------- | -------------- | -------------- |
| Brett Fraser | 50 m vrije slag | 22,46  | 33     | niet geplaatst | niet geplaatst | niet geplaatst | niet geplaatst |

Vrouwen
| atlete         | onderdeel        | series | series | halve finale   | halve finale   | finale         | finale         |
| atlete         | onderdeel        | tijd   | rang   | tijd           | rang           | tijd           | rang           |
| -------------- | ---------------- | ------ | ------ | -------------- | -------------- | -------------- | -------------- |
| Jillian Crooks | 100 m vrije slag | 57,32  | 41     | niet geplaatst | niet geplaatst | niet geplaatst | niet geplaatst |